# Jacinto Inácio de Brito Rebelo
Jacinto Inácio de Brito Rebelo (Ponta Delgada, 25 de Outubro de 1830 — Lisboa, 5 de Fevereiro de 1920) foi um engenheiro militar, publicista, bibliófilo e historiador que se interessou pela escrita biográfica e por assuntos da história dos arquipélagos dos Açores e da Madeira. Trabalhou como engenheiro de obras públicas em diversos concelhos portugueses, destacando-se num conjunto de obras, entre as quais o arranjo urbanístico de Albergaria-a-Velha. Fez carreira militar, reformando-se no posto de general de brigada. Foi um dos fundadores e colaborador assíduo da revista O Ocidente e um dos mais importantes contribuidores com material histórico para o Arquivo dos Açores.

## Biografia
Jacinto Inácio de Brito Rebelo nasceu em Ponta Delgada, filho de Pedro de Brito Rebelo, alferes do Batalhão de Caçadores n.º 11, natural de Lisboa e de sua mulher, Teresa de Jesus Rebelo, também natural de Lisboa. Numa ligação provavelmente devida à militância política comum no campo liberal, teve como padrinhos de baptismo Jacinto Inácio Rodrigues da Silveira, futuro barão de Fonte Bela, e sua mulher, Mariana Isabel de Meneses Silveira. Foi baptizado a 10 de Janeiro de 1831, na igreja de São Pedro (Ponta Delgada). 
Destinado a seguir a carreira paterna, frequentou o Colégio Militar, concluindo o curso em 1847. Em 27 de Julho desse mesmo ano assentou praça em infantaria, fazendo o curso de engenharia militar. Terminado o curso e promovido a tenente, foi colocado em comissão de serviço no sector de obras públicas. Como director de obras públicas trabalhou em Santarém, Aveiro, Albergaria-a-Velha e Ílhavo. Distinguiu-se nestas funções, sendo considerada notável a intervenção urbanística que dirigiu em Albergaria-a-Velha. Sempre ligado ao sector da engenharia, ainda durante a sua carreira militar cumpriu posteriormente várias comissões de serviço nas obras públicas em Santarém, Lisboa, Beja e Évora. 
Na sua carreira militar chegou a coronel em 1887 e reformou-se em 1895 no posto de general de brigada. 
Brito Rebelo iniciou cedo a sua intervenção cultural, especialmente como publicista. Esteve entre os fundadores do jornal Concórdia (Porto, 1873), de que foi redactor principal, e da revista ilustrada O Ocidente (Lisboa, 1878), na qual colaborou extensamente. Foi colaborador assíduo de diversos jornais, entre os quais o Jardim das Damas, o Campeão das Províncias e o Jardim Literário. Na sua colaboração na imprensa revelou-se um historiador de mérito e um sério divulgador de temas relacionados com a história de Portugal. Foi também autor de dramas e poesia.
Sendo um bibliófilo de mérito, interessou-se pela história da literatura e pelos estudos biográficos, campo em que manteve assídua correspondência com Inocêncio Francisco da Silva sobre os artigos do Diccionario Bibliographico Portuguez. Também se correspondeu sobre temas ligados à historiografia dos Descobrimentos com conhecidos bibliófilos e historiadores como Henry Harrisse (investigador e autor da Bibliotheca Americana Vetustíssima), Henri Vignaud (especialista em temas relacionados com Cristóvão Colombo) e Konrad Haebler (um bibliotecário alemão). 
Para além da sua publicação em periódicos foi autor de diversas monografias, em geral publicadas como separatas de periódicos, com destaque para O Instituto de Coimbra e o Archivo Historico Portuguez. Entre os estudos monográficos e artigos que publicou merecem destaque Gil Vicente (1902), Gil Vicente: 1470-1540 (1912), Ementas Historicas, I: A edade de Affonso de Albuquerque (1896) e Em torno de Alexandre Herculano (1910).
Brito Rebelo editou em 1903, com notas e fixação do texto, o Livro de Marinharia, um importante códice quinhentista da autoria do navegador João de Lisboa encontrado na biblioteca dos condes de Castelo Melhor. 
Outra área em que Jacinto Inácio de Brito Rebelo se destacou foi na sua colaboração com Ernesto do Canto na tarefa de reunir o acervo documental que integra o Arquivo dos Açores. Embora não sendo um dos colaboradores iniciais, aceitou um convite que Ernesto do Canto lhe dirigiu e a partir de 1879 conduziu pesquisas no Arquivo Nacional da Torre do Tombo, em Lisboa, destinadas a localizar documentos para a história dos Açores, mantendo uma colaboração regular com a equipa editorial. 
Deve-se a esta colaboração de Brito Rebelo a publicação de algumas das mais relevantes colectâneas documentais que integram o ‘’Arquivo dos Açores’’, nomeadamente a Colecção de Documentos Relativos às Ilhas dos Açores Extraídos do Arquivo Nacional da Torre do Tombo e as notas para a série Domínio Espanhol nos Açores e D. António, Prior do Crato. A sua colaboração distingue-se pelas cuidadas transcrições paleográficas e notas que acompanham os documentos.
Foi comendador da Ordem de Avis (1888) e sócio correspondente da Academia das Ciências de Lisboa (1911). 
Faleceu quase desconhecido, não havendo referências ao óbito nos jornais açorianos da época. Pelo seu desempenho enquanto director de obras públicas, Albergaria-a-Velha mantém Brito Rebelo na sua toponímia, homenageando-o numa das suas artérias da zona histórica.

## Obras publicadas
- Casa dos Esmeraldos na ilha da Madeira, in O Ocidente, tomo II, n.º 75;
- D. Ayres de Ornelas e Vasconcelos, in O Ocidente, tomo III, p. 3;
- Ementas Historicas, I: A edade de Affonso de Albuquerque (separata de O Instituto, 1896);
- Gil Vicente (1902);
- Livro de Marinharia, Lisboa, 1903.
- Em torno de Alexandre Herculano (1910);
- Gil Vicente: 1470-1540 (1912);
- The Discovery of Madeira, como introdução à obra de Alberto Figueira Jardim intitulada Madeira (Lisboa, 1914);
- Pedro Nunes Cosmógrafo, Apontamentos para a sua biografia, in Revista da Universidade de Coimbra, IV, 1915;